# Justin Meram
Justin Meram (teljes neve arabul: جستن حكمت عزيز ميرام; magyaros átiratban Dzsasztin Hikmat Azíz Merám; Shelby Charter Township, Amerikai Egyesült Államok, 1988. december 4. –) amerikai születésű asszír származású iraki válogatott labdarúgó, az amerikai Charlotte csatára.

## Pályafutása

### A válogatottban
2013-ban kettős állampolgárságot szerzett, hogy játszhasson az iraki válogatottban. Első meghívását 2013 szeptemberében kapta a csapatba. 2014. november 14-én mutatkozott be a válogatottban Kuvait ellen. Részt vett a 2015-ös Ázsia-kupán, a csapat hat mérkőzéséből ötön lépett pályára, és elődöntős lett a tornán. Első gólját a válogatottban 2015. szeptember 3-án a Tajvan elleni mérkőzésen szerezte.

## Statisztika

### A válogatottban
2022. március 28-án frissítve.
| Irak     |       |       |
| Év       | Mérk. | Gólok |
| 2014     | 5     | 0     |
| 2015     | 12    | 2     |
| 2016     | 5     | 0     |
| 2017     | 3     | 1     |
| 2018     | 4     | 0     |
| 2019     | 4     | 1     |
| 2021     | 2     | 0     |
| 2022     | 1     | 0     |
| Összesen | 36    | 4     |